# Федяково (Родниковский район)
Федяково — деревня в Родниковском районе Ивановской области. Входит в состав Филисовского сельского поселения.

## География
Находится в центральной части Ивановской области на расстоянии приблизительно 3 км на север-северо-запад по прямой от районного центра города Родники.

## История
В 1872 году здесь (тогда деревня Нерехтского уезда Костромской губернии) было учтено 8 дворов, в 1907 году — 13. В селе была Казанская церковь (не сохранилась).

## Население
Постоянное население составляло 40 человек (1872 год), 49 (1897), 65 (1907), 2 в 2002 году (русские 100 %), 0 в 2010.